# Jeff Anderson

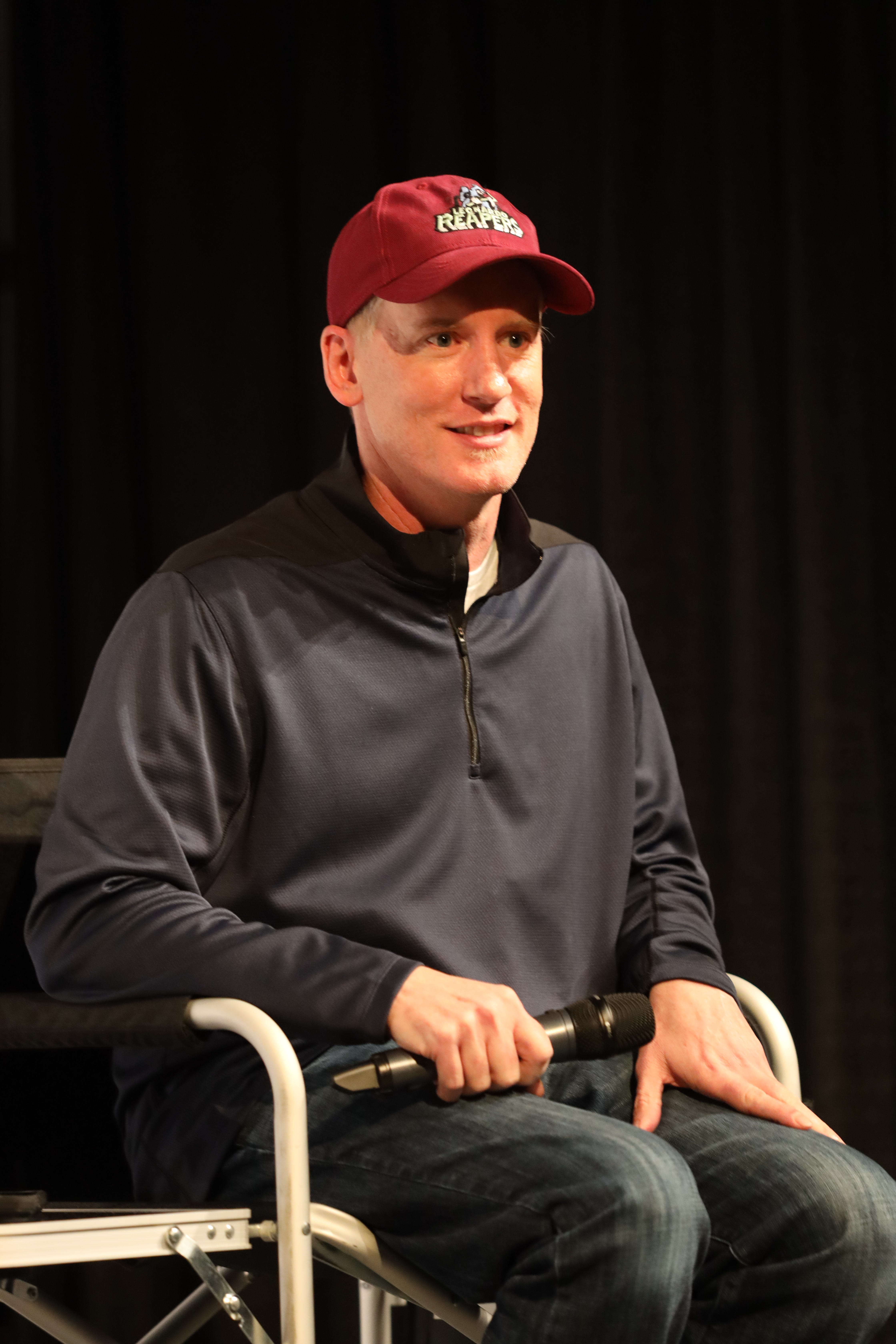
2020

Jeffrey Allan Anderson (Long Branch, Nova Jersey, 21 de Abril de 1970) é um ator estadunidense. Ele pareceu como Randal Graves nos filmes Clerks, Jay and Silent Bob Strike Back e Clerks II e fez uma pequena participação no filme Dogma, interpretando um vendedor de armas.